# 内股巻込
内股巻込（うちまたまきこみ）は柔道の捨身技の一つ。講道館や国際柔道連盟 (IJF) での正式名。IJF略号UMM。

## 概要
内股を掛けたときに相手を崩せず投げられないと判断した際に、即座に体を浴びせるようにして、投げる技。